# Kryvbass Kryvy Rih (féminines)
Maillots
Actualités
Le Zhinochyi Futbolny Klub Kryvbass Kryvy Rih (en ukrainien : Жіночий футбольний клуб Кривбас Кривий Ріг), plus couramment abrégé en ZhFK Kryvbass Kryvy Rih, est un club féminin de football fondé en 2021 et basé dans la ville de Kryvy Rih en Ukraine. C'est la section féminine du Kryvbass.

## Histoire
Kryvbass dispute sa première saison en D1 ukrainienne en 2021-2022. Au moment de l'invasion de l'Ukraine en 2022, l'équipe trouve refuge en Allemagne et s'entraîne grâce aux infrastructures du FC Cologne. Le championnat est arrêté alors que Kryvbass est à la troisième place.
Début août, l'équipe rentre en Ukraine, et dispute ses matches à Shchaslyve, près de Kiev. Le 5 décembre 2022, l'équipe peut à nouveau jouer à domicile à Kryvy Rih, et accueille le Pantery Uman en championnat. Le club termine la saison à la deuxième place, ce qui le qualifie pour les tours qualificatifs de la Ligue des champions 2023-2024.

## Parcours en coupe d'Europe
| Saison    | Tour                      | Adversaire    | Aller | Retour | Score total |
| --------- | ------------------------- | ------------- | ----- | ------ | ----------- |
| 2023-2024 | 1er tour de qualification | Paris FC      | 0 - 4 | 0 - 4  | 0 - 4       |
| 2023-2024 | 1er tour de qualification | Linköpings FC | 0 - 3 | 0 - 3  | 0 - 3       |